# Internationale Campagne tot Afschaffing van Kernwapens
De Internationale Campagne tot Afschaffing van Kernwapens (ICAN) is een organisatie die bestaat uit een internationale coalitie van meer dan 450 niet-gouvernementele organisaties uit ruim 100 landen die zich inzet voor een internationaal verbod op kernwapens.
De organisatie werd in 2007 opgericht en heeft haar hoofdzetel in het Zwitserse Genève. De Zweedse Beatrice Fihn is sinds 2015 directeur van ICAN. In oktober 2017 kreeg de organisatie de Nobelprijs voor de Vrede.

## Inleiding
Meer dan ooit staat het gebruik van kernwapens op de internationale agenda, zo zegt het Nobelprijscomité, gezien de ontwikkelingen rond Noord-Korea en Iran. Het risico bestaat dat er een nieuwe wapenwedloop plaats zal vinden en sommige landen juist hun kernwapenarsenaal zullen gaan verhogen.
De organisatie onderkent dat met het toekennen van de Nobelprijs aan ICAN de kernwapens niet meteen de wereld uit zullen zijn. Maar hoopt dat de betrokken landen de noodzaak zullen voelen om vraagtekens te zetten bij de legitimiteit van nucleaire bewapening en hun voorraden kernwapens willen afbouwen.

## Geschiedenis
ICAN werd in 2007 opgericht tijdens een non-proliferatie conferentie in Wenen door o.a. de artsenorganisatie International Physicians for the Prevention of Nuclear War  en werkte aanvankelijk in 12 landen. In 2011 telde de koepel al 200 lidorganisaties in 60 landen. In 2017 staat de teller op 468 organisaties in 101 landen.
De oprichters van ICAN waren ook geïnspireerd door het succes van de International Campaign to Ban Landmines, die de Nobelprijs voor de vrede in 1997 had gekregen.
ICAN belegt regelmatig internationale conferenties over een kernwapenverbod en lanceerde in 2012 de campagne Don’t Bank on the Bomb (Stop Geen Geld in de Bom), gericht op banken, pensioenfondsen en verzekeringsmaatschappijen om geen geld te steken in bedrijven die kernwapens produceren.
ICAN werkt samen met gelijkgestemde organisaties, zoals het Rode Kruis en samen ontplooien zij  talrijke initiatieven om te waarschuwen voor de catastrofale gevolgen van het gebruik van kernwapens.
Zij benadrukken dat, na een kernwapenaanval er geen hulp mogelijk zal zijn, gezien het onmetelijk groot aantal slachtoffers, de gevolgen voor het milieu en de genetische effecten, die pas  bij toekomstige generaties zichtbaar zullen zijn.

## Sociale media
Ook de sociale media worden door ICAN veelvuldig als actiemiddel ingezet. In de YouTube-video Hope and horror wordt verteld, hoe hoopvol de wereld was na de val van de Berlijnse muur in 1989. Maar tegelijkertijd bleef op de achtergrond de allergrootste dreiging van kernwapens bestaan. Het nucleaire tijdperk dat in 1945 begon met de bombardementen op Hiroshima en Nagasaki.
In de video vertelt een Japanse ooggetuige van de bombardementen dat "ze figuren had gezien als geesten, hun lichamen weer zozeer verbrand dat ze er niet meer als mensen uitzagen."
Ook vandaag de dag vallen er in Japan nog steeds slachtoffers door de wapens " die geen onderscheid maken tussen gebouwen en kinderen." Zoals stralingsslachtoffers voor wie de artsen geen medicijnen hebben, gestigmatiseerd en buitengesloten door de maatschappij.
Tot 1989 werden er, 40 jaar lang, ook in Kazachstan kernproeven gehouden. Als gevolg hiervan raakten er  ruim een miljoen personen radioactief besmet.
Vele internationale beroemdheden hebben openlijk hun steun betuigd aan ICAN, zoals Desmond Tutu, de dalai lama, en de acteurs Martin Sheen en Michael Douglas.

## Verdrag Verbod Kernwapens
Op 7 juli 2017 stemden 122 landen in VN-verband voor een verdrag dat nucleaire wapens verbiedt. Het verdrag zou in werking treden, wanneer 50 landen het hebben getekend en geratificeerd. Deze drempel is inmiddels genomen en 53 landen hebben hun handtekening gezet.
De overeenkomst verbiedt landen om kernwapens te ontwikkelen, testen, fabriceren, bezitten, op te slaan, te verplaatsen, te gebruiken of met het gebruik ervan te dreigen of de plaatsing van kernwapens op het grondgebied toe te staan.
Vredesbewegingen hopen dat het verdrag een juridisch handvat biedt om landen met kernwapens mee aan te pakken. Er zijn negen kernmachten: de Verenigde Staten, het Verenigd Koninkrijk, Frankrijk, Rusland, China, India, Pakistan, Israël en Noord-Korea . Geen van allen hebben zij aangegeven dat ze zich bij het verdrag zullen aansluiten. De VS, het VK en Frankrijk zeggen liever het non-proliferatieverdrag uit 1968 te willen versterken.
Nederland en België hebben het verdrag niet getekend, omdat deze landen onderdeel uitmaken van de NAVO  en er, naar verluidt,  kernwapens in Nederland en België zouden opgeslagen liggen.

## ICAN en Nederland
In Nederland zijn diverse vredesorganisaties aangesloten bij ICAN, zoals de Campagne tegen Wapenhandel, het Tribunaal voor de Vrede en Vrouwen voor de Vrede.
De Nederlandse organisatie Pax maakt deel uit van het internationale bestuur van ICAN en juicht de toekenning van de Nobelprijs toe. Volgens PAX is het  een belangrijke stap voor een internationaal kernwapenverbod en het dichterbij brengen van een vreedzame wereld, door middel van internationale samenwerking in plaats van dreiging en afschrikking. PAX spoort de Nederlandse regering aan om het verdrag op korte termijn te ratificeren.
PAX directeur Gruiters ziet het ook  "als eerbetoon aan de slachtoffers van Hiroshima en Nagasaki  die onvermoeibaar hebben gepleit voor een kernwapenvrije wereld."
Het dagblad Trouw noemt de vredesprijs "een prima keus voor vredelievende burgers in deze cynische tijden."
De toekenning van deze vredesprijs is niet louter symbolisch bedoeld. Het Nobelcomité beseft terdege dat een internationaal verbod op kernwapens geen enkele zin heeft, wanneer de landen die al kernwapens bezitten er niet aan meedoen. De voorzitter van het Nobel vredesprijscomite, Berit Reiss-Andersen, benadrukt dat wetgeving belangrijk is. Ook het verbod op clusterbommen, landmijnen en biologische en chemische wapens berusten op een stevige, wettige basis.